# Almby kyrka
Almby kyrka är en kyrkobyggnad i närheten av Tybble centrum i Örebro. Den är församlingskyrka i Almby församling i Strängnäs stift. Almby församling nämns för första gången 1314 som självständigt pastorat, men belägg finns för att socknen har funnits långt innan dess, bland annat finns en bevarad fot till en dopfunt från 1100-talet som visar på att Almby kyrka hade doprätt redan vid denna tid. 

## Kyrkobyggnaden
Almby kyrka är en stenkyrka med byggnationer alltifrån 1100-talets början till 1960-talet. En dendrokronologisk undersökning av ekvirke från den äldsta takstolen visar på ett fällningsår mellan 1103 och 1120. De äldsta delarna av kyrkan (kärnkyrkan) uppfördes alltså före 1120. Denna del av kyrkan utvidgades med förlängt kor och långhus under 1200-talet. Troligen under 1400-talets slut revs korvalvet och kyrkan blev jämnhög över hela långskeppet när de nuvarande tegelvalven slogs. Den medeltida sakrametsnischen finns bevarad och är sedan 1998 försedd med inbyggt skåp med trädörrar efter medeltida förebild. Under 1500-talet byggdes sakristian. 1656 lät friherre Gustav Eriksson Leijonhufvud på Hjälmarsberg uppföra ett gravkor vid korets södra sida. Det utformades som en minneshall med öppning mot koret och tre stora fönster som gav ljus åt rummet. Under 1600-, 1700- och 1800-talet restaurerades kyrkan kontinuerligt och förändringar skedde. Den största restaureringen som fortfarande idag skedde år 1697–1698 då vapenhuset byggdes och klockstapeln förnyades. På 1730-talet fogades ytterligare ett gravkor till kyrkan. Det bekostades av bergsrådet Jacob Åkerhielm på Hjälmarsberg. I slutet av 1960-talet genomgick kyrkan den mest omfattande renoveringen sedan 1600-talet med förändringar som enligt expertisens bedömning några decennier senare präglades av en bristande förståelse för Almby kyrkas kulturhistoriska och arkitektoniska värden. En förnyad restaurering genomfördes 1998 då man varsamt försökte tona ned de omfattande förändringarna som skedde i och med 1960-talets ombyggnationer.

## Inventarier
- Predikstolen är från 1681 och dess skulpturer utförda av den hos rikskanslern Magnus Gabriel De la Gardie verksamme bildhuggaren Georg Baselaque.
- Kyrkdörren med järnsmide från 1200-talet är bevarad och numera placerad i den så kallade lillkyrkan. Ett ankarkors från dörrens smide utgör i dag församlingens emblem.
- I kyrkan finns en träskulptur av jungfru Maria utförd av Maj Starck 1986.
- Inga medeltida silverföremål är bevarade.
- Två av malmkronorna är från 1600-talet.
- Lillklockan i klockstapeln är en av Närkes äldsta, gjuten på 1200-talet av en anonym klockgjutare.
- Korfönstret "Stjärnan över Betlehem" tillkom 1928 och är utfört av Stockholms Glasmåleri Neumann & Vogel, som även svarade för de målade medaljongerna i kyrkans övriga blyinfattade fönster.

## Bilder

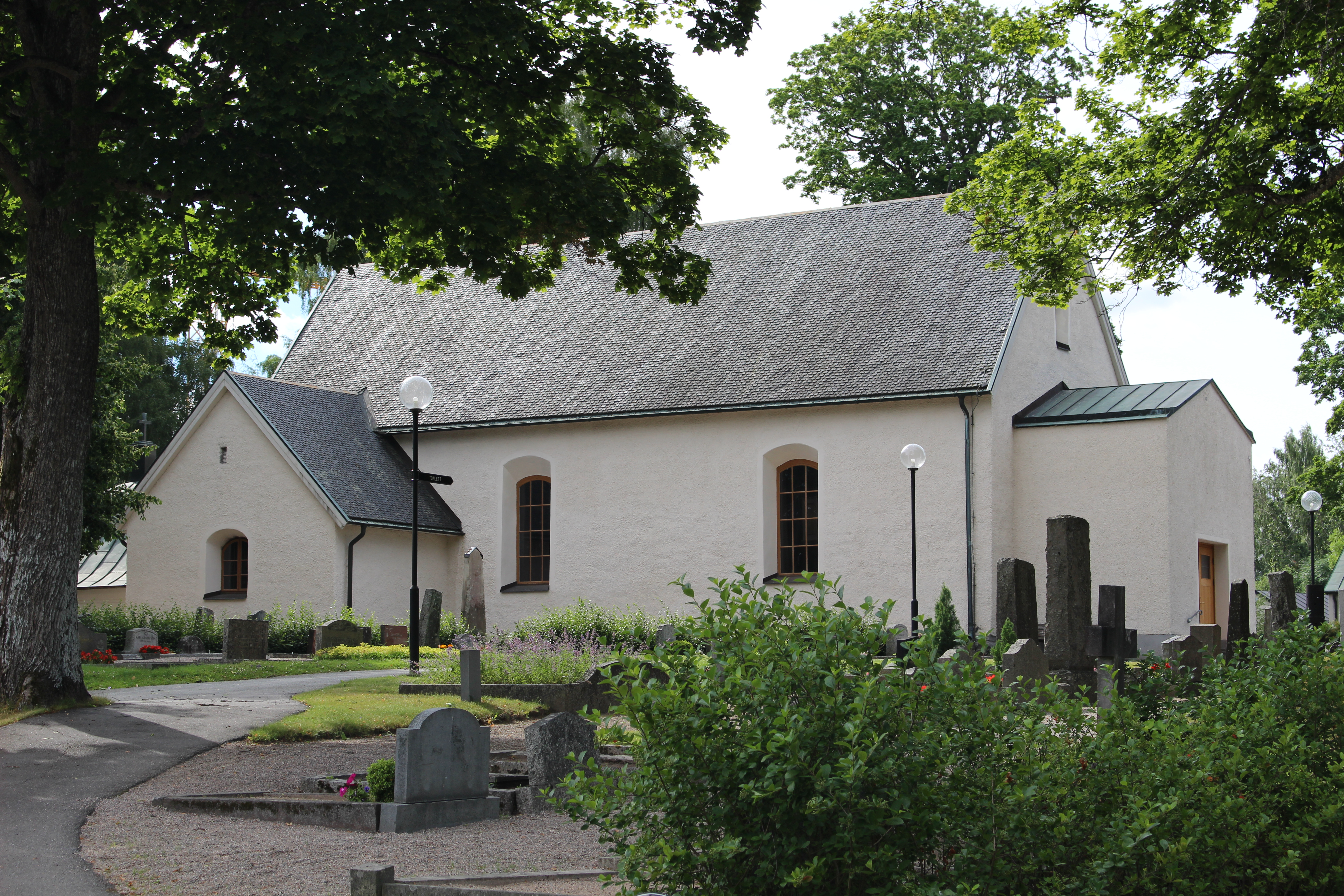
Almby kyrka från nordväst, juli 2022.
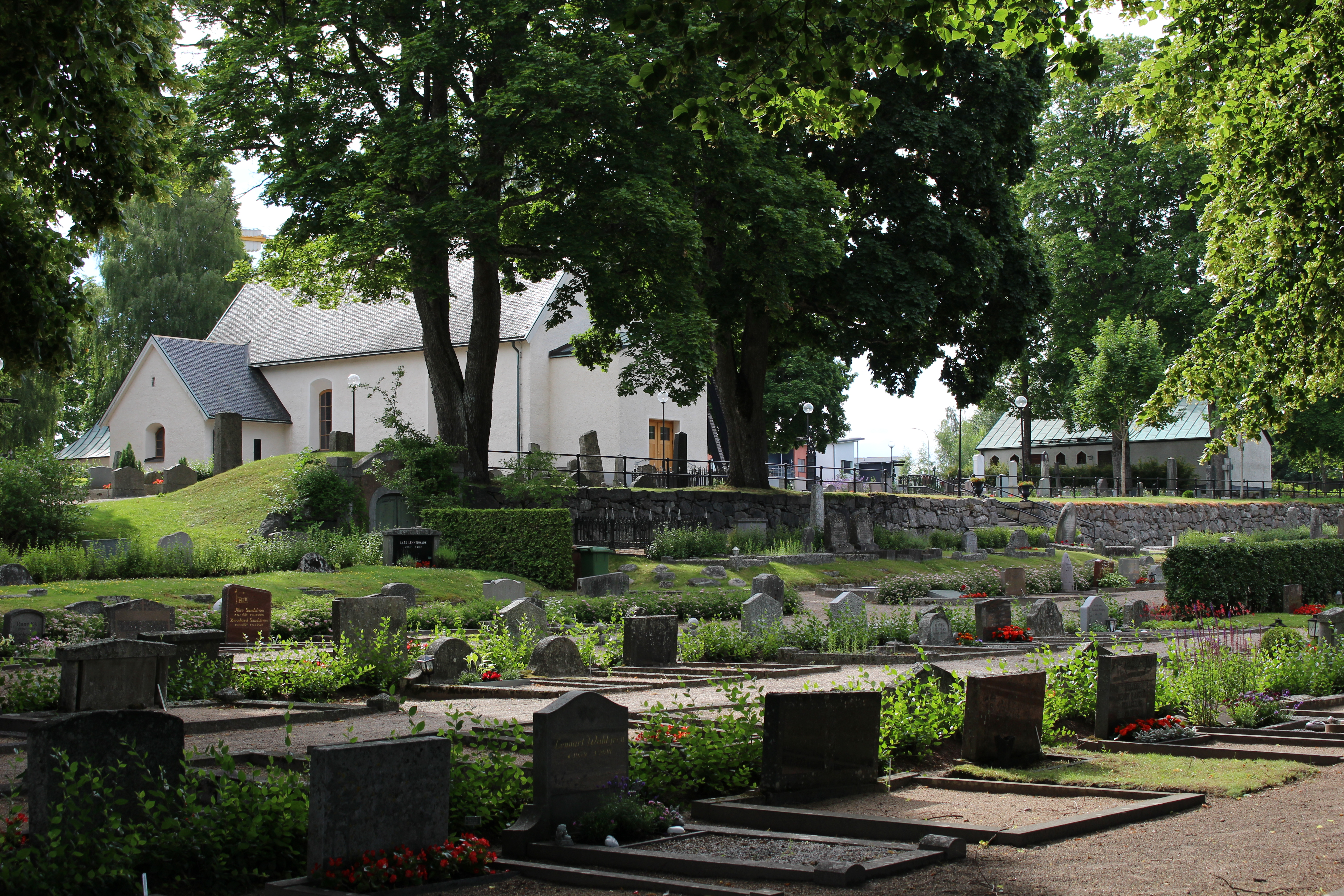
Almby kyrka från nordväst med kyrkogården i förgrunden, juli 2022.
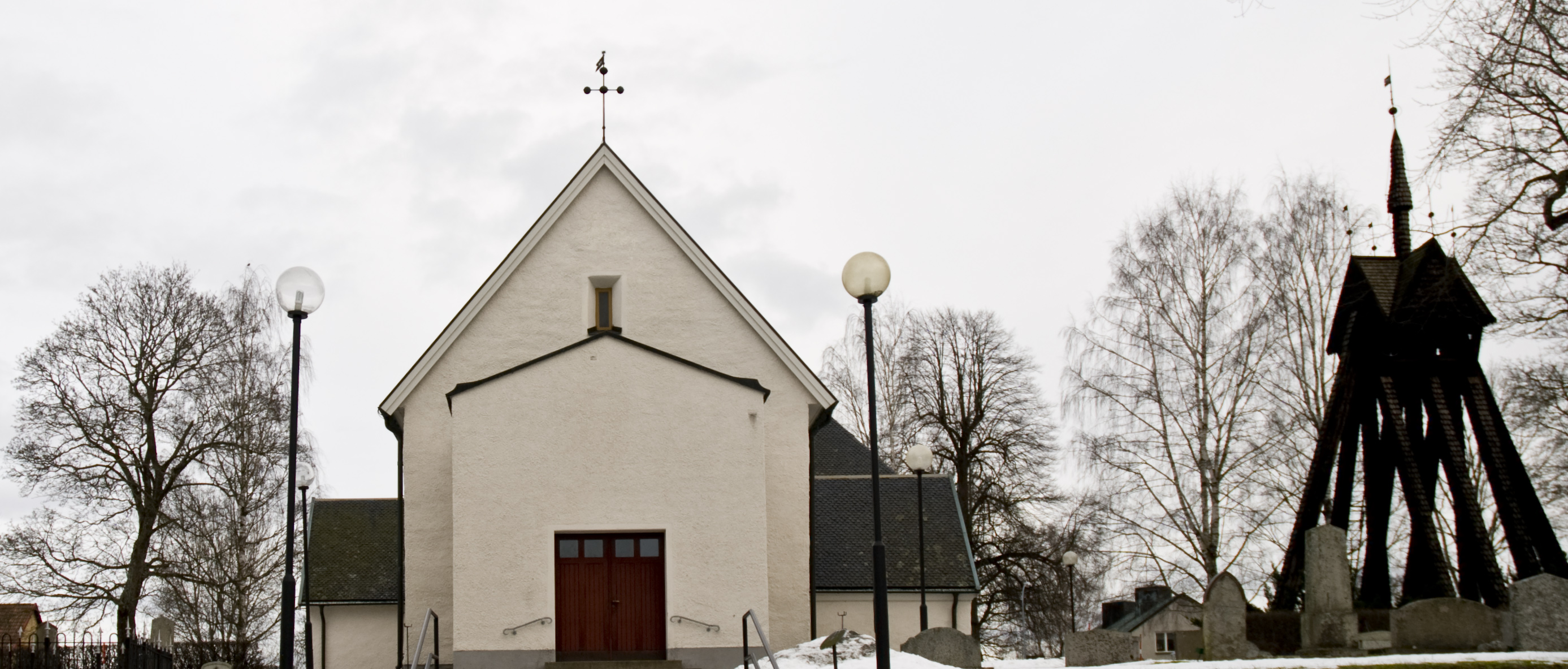
Almby kyrka från väster
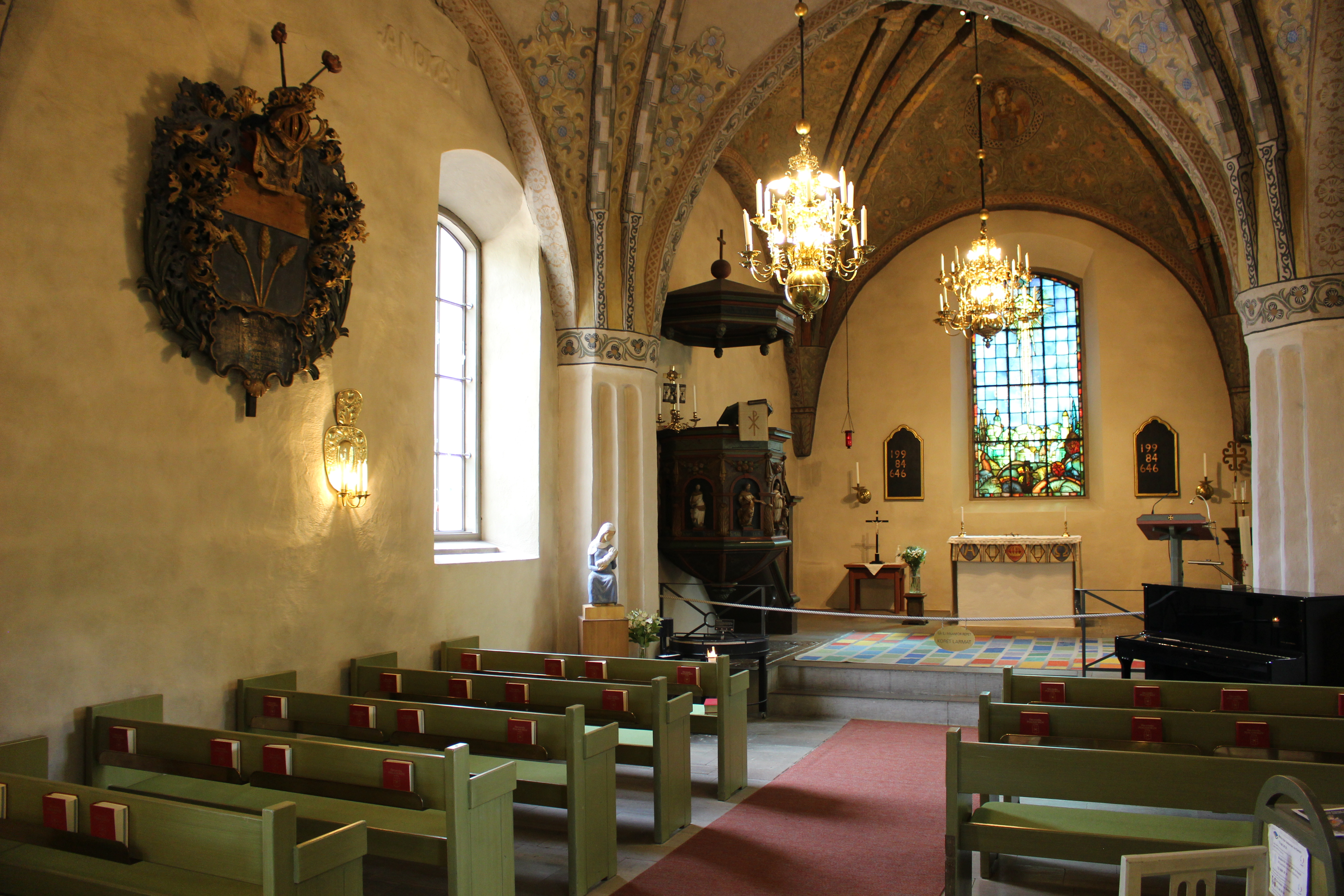
På väggen till vänster hänger huvudbanéret över Jacob Åkerhielm (död 1733). Till vänster syns träskulpturen av jungfru Maria av Maj Starck från 1986.
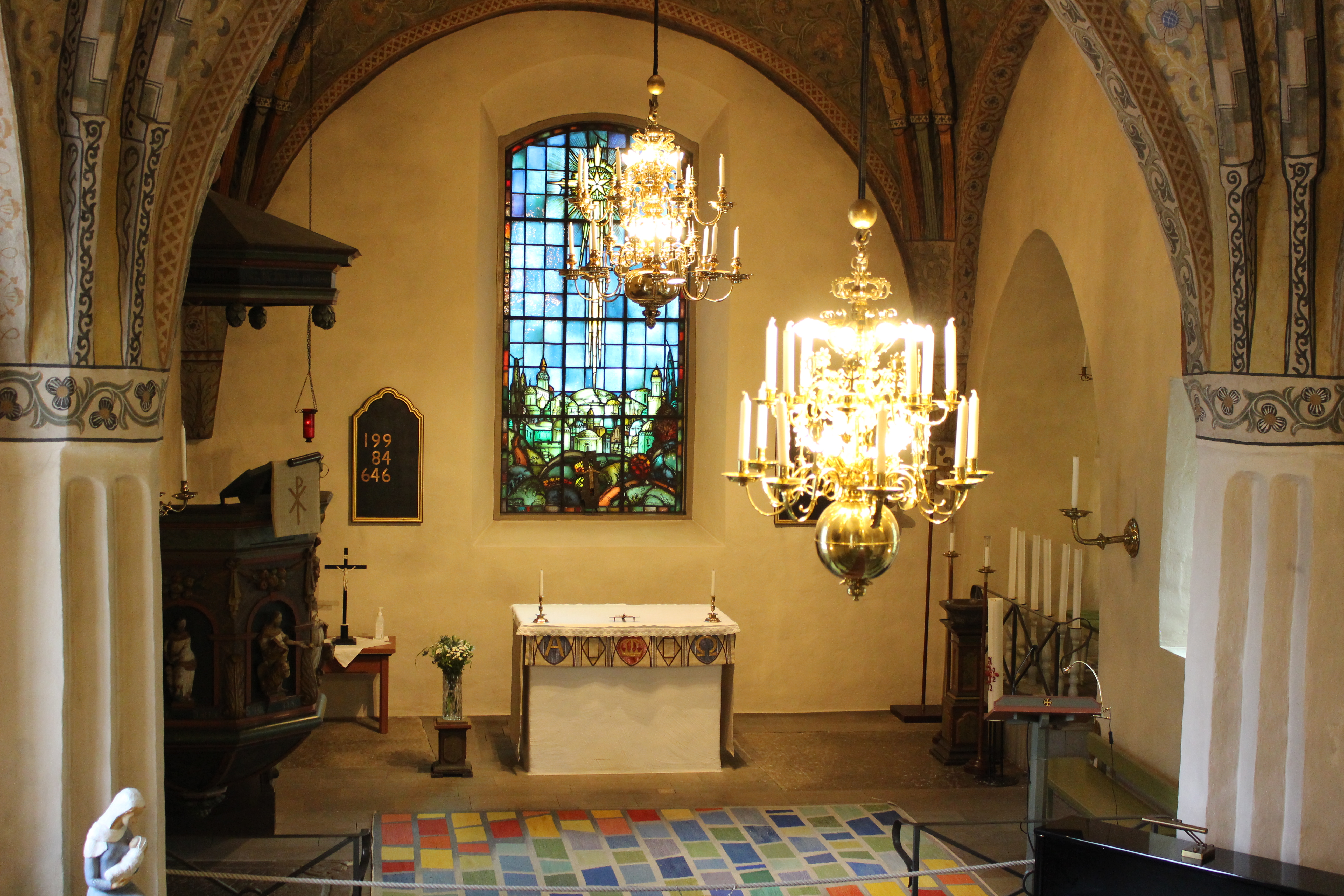
I taket hänger de två ljuskronorna av malm från 1600-talet. I bakgrunden korfönstrets glasmålning "Stjärnan över Betlehem" från 1928.
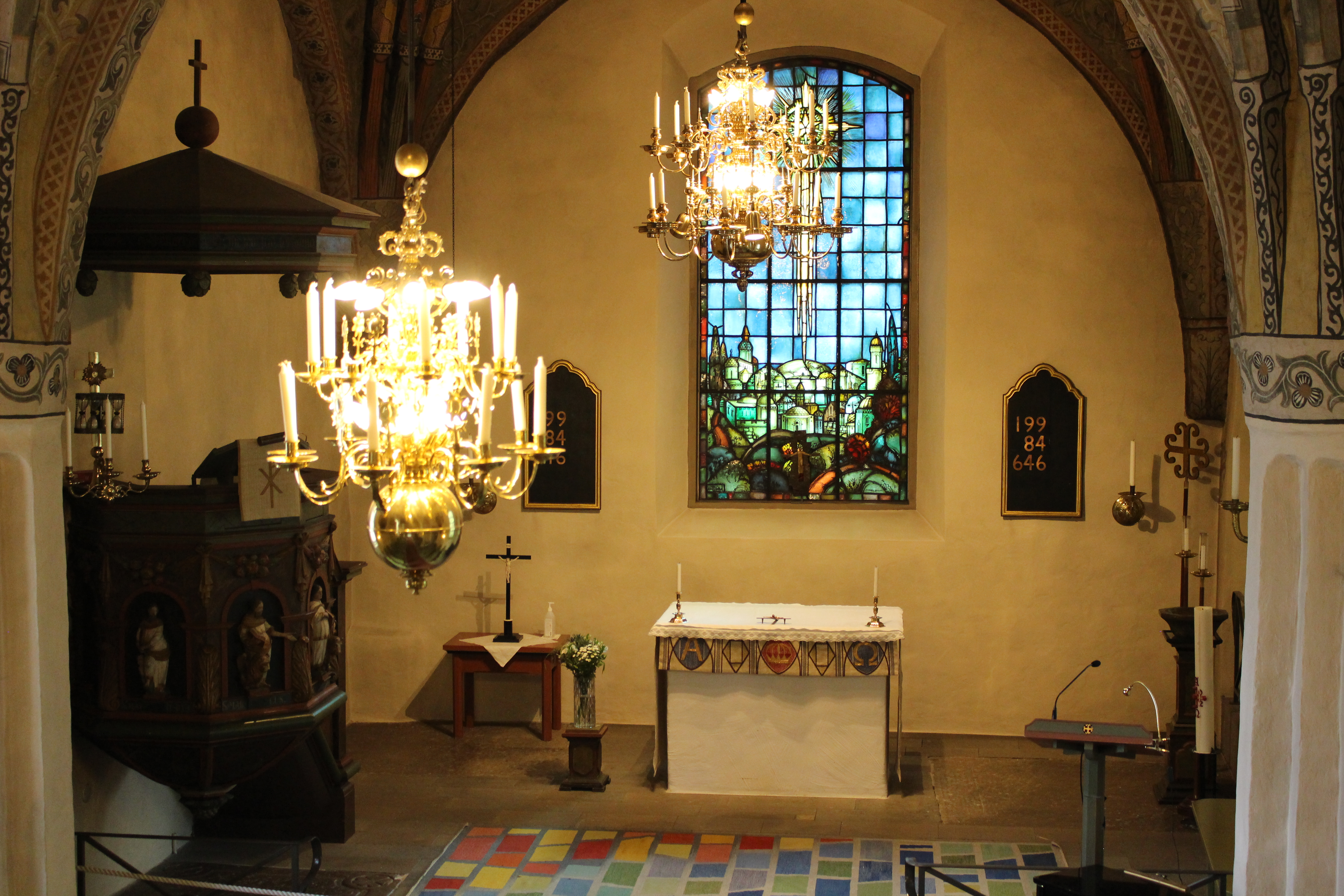
Till vänster syns placeringen av predikstolen från 1681 med skulpturer av Georg Baselaque.
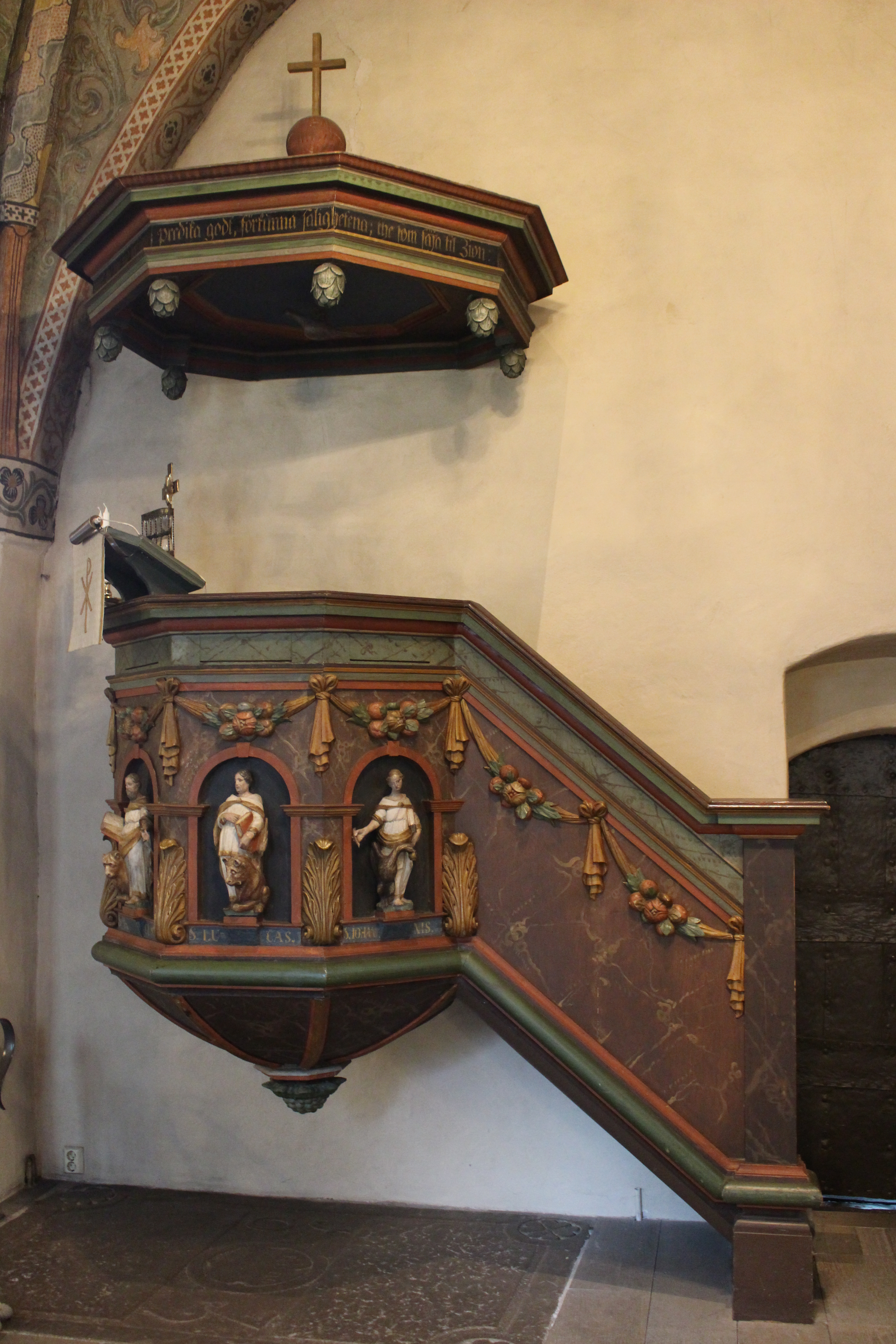
Predikstolen från 1681 med skulpturer av Georg Baselaque.

## Orgel
- 1863 fick kyrkan sin första orgel, byggd av Erik Adolf Setterquist i Hallsberg. Den hade 7 stämmor. År 1885 skulle en reparation av den ske för omkring 350 kronor
- 1918 byggde E.A.Setterquist & Son i Örebro, ett nytt verk med 10 stämmor, 2 manualer och pedal bakom den gamla fasaden. Den utökades 1940 till 16 stämmor av Olof Hammarberg Orgelbyggeri AB, Göteborg.
- Den nuvarande är byggd 1988 av Walter Thür Orgelbyggen, Torshälla, med fasad och läktare ritade av Jerk Alton. Den innehåller 17 stämmor med 2 manualer och pedal.

| Man I. Huvudverk C-g3 | Man II. Svällverk C-g3 | Pedal C-f1 | Koppel |
| --------------------- | ---------------------- | ---------- | ------ |
| Principal 8'          | Rörflöjt 8'            | Subbas 16' | II/I   |
| Gedackt 8'            | Salicional 8'          | Borduna 8' | II/P   |
| Oktava 4'             | Voix céleste 8'        | Fagott 16' | I/P    |
| Rörflöjt 4'           | Koppelflöjt 4'         |            |        |
| Oktava 2'             | Piccolo 2'             |            |        |
| Mixtur 3 chor         | Nasat 1 1/3'           |            |        |
| Skalmeja 8'           | Ters 1 3/5'            |            |        |
| Tremulant             | Tremulant              |            |        |

## Kända personer begravda på Almby kyrkogård
Se även: Gravsatta på Almby kyrkogård.

- Orvar Bergmark
- Arne Fallenius
- Kurt Göranzon
- Anton Hahn
- Sten-Eric Holmer
- Jeremias i Tröstlösa
- Julius Kalling
- Samuel Lindskog
- Gustaf Lyth
- Ronnie Peterson
- Erik Rosenberg
- Stig Sevelin
- Olof Sjöstrand (matematiker)